# زدیسلاویتسه
زدیسلاویتسه (به لاتین: Zdislavice) یک منطقهٔ مسکونی در جمهوری چک است که در شهرستان بنشوف واقع شده‌است.